# Дафне
Дафне је најраније познато дело које би се, по савременим стандардима, могло сматрати опером . Либрето Отавија Ринучинија, заснован на ранијем интермедију насталом 1589. године, „Combattimento di Apollo col serpente Pitone“, а који је на музику поставио Лука Маренцио, преживео је комплетан. Ово дело се сматра првом „модерном музичком драмом“.
Углавном изгубљену музику комплетирао је Јакопо Пери, али најмање два од шест сачуваних фрагмената су од Јакопа Корсија. Дафне је први пут изведена током карневала 1598. (стари стил 1597.) у Палацо Корси.

## Историја
Већина Перијеве музике је изгубљена, упркос популарности и слави у Европи у време његовог компоновања, али је либрето од 455 стихова објављен и опстао. Владајућа породица Медичи у Фиренци била је задовољна са Дафне и дозволила је да се Перијево следеће дело, Еуридика, изведе као део прославе венчања Марије Медичи и Анрија IV 1600.
Опера Дафне је написана за елитни круг хуманиста у Фиренци, Фирентинску камерату, између 1594. и 1597. године, уз подршку, а можда и у сарадњи са композитором и меценом Јакопом Корсијем. Међутим, прво потврђено, не-јавно, извођење дела за Дон Ђованија Медичија одржано је 1597. године захваљујући Марку да Гаљану. Сматра се да је опера изведена током три карневалске прославе (1595–1598). Касније је изведена 1599. у Палацо Пити и Палацо Корси Салвиати најкасније у јануару исте године, али датуми извођења су предмет расправе научника.
Као покушај да се оживи грчка драма, била је далеко од онога што би стари Грци препознали као драмску уметност.

## Прича
Прича опере, о томе како се Аполон заљубљује у нимфу, Дафну, инспирисана је Овидијем и његовом наративном поезијом „Метаморфозе“, дела у широкој употреби у операма компонованим у фирентинској, мантуанској и римској оперској сфери.
Према Ринунчинијевом либрету, Аполон спашава човечанство убијајући Питона, а убрзо присиљаваКупидона на такмичење у стрељаштву да се види ко је бољи. Како би му узвратио, Купидон га упуца стрелицом и натера га да се заљуби у Дафну. Да би побегла од Аполона, Дафне се претвара у ловорово дрво од којег Аполон прави круну, постајући симбол поезије, музике и слободе.

## Музика
Дафне је предвиђена за много мањи ансамбл од нешто каснијих опера Клаудија Монтевердија, наиме за чембало, лауту, виолу, архлуту и троструку флауту. Ослањајући се на нови развој у то време, Пери је успоставио рецитативе, мелодијски говор стављен на музику, као централни део опере.
Перијев музички језик био је конгломерат његових савременика и експериментисања са људским говором у музици кроз рецитатив и музичку прозодију. Пери је настојао да понови ток и музикалност говора у свом писању, док су савременици Емилио де Кавалијери и Ђулио Качини тражили различите, али сличне композиционе циљеве. Као резултат тога, музика написана за оперу је можда написана уз помоћ Качинија, али савремена истраживања то не подржавају.